# Pierre Emile Højbjerg
Pierre-Emile Kordt Højbjerg (født 5. august 1995) er en dansk fodboldspiller, der spiller for den franske Ligue 1-klub Olympique Marseille samt på det danske landshold.

## Klubkarriere
Pierre-Emile Højbjerg begyndte at spille fodbold i Skjold, men skiftede senere til F.C. København og som 14-årig til Brøndby IF. I 2011 blev han kåret som Årets talent i dansk herrefodbold U17.

### Bayern München
Han skiftede i 2012 til Bayern München, hvor han i starten spillede på klubbens U19 hold. På trods af sin status som ungdomsspiller debuterede Højbjerg den 13. april 2013 for Bayerns førstehold, da han i en bundesligakamp mod FC Nürnberg blev skiftet ind efter 71 minutter,  hvorved han blev den yngste spiller nogensinde for Bayern München i en Bundesligakamp.
Den 8. januar 2015 fik Højbjerg forlænget sin kontrakt, men blev ved samme lejlighed udlejet Bundesligaklubben FC Augsburg, hvor han spillede forårssæsonen 2015. Efter sommerferien samme år var udsigterne til fast spilletid hos Bayern fortsat små, og Højbjerg blev igen udlejet til en af de bedre bundesligaklubber, denne gang for en hel sæson til FC Schalke 04.

### Southampton
Den 11. juli 2016 skiftede danskeren til engelske Southampton, hvor han skrev under på en femårig aftale. Transfersummen var estimeret til £12.8 millioner.
Begyndelsen på opholdet i Southampton var noget blandet for Højbjerg, men efterhånden fik han mere spilletid, og i 2018 blev han udnævnt til anfører for holdet og spillede 33 kampe i sæsonen 2018-19.

### Tottenham
I august 2020 skiftede Højbjerg til Premier League-kollegerne i Tottenham Hotspur F.C., hvor han fik en femårig kontrakt.
Han fik sin debut den 13. september 2020 i et opgør mod Everton, der endte med et nederlag på 1–0.
Den 28. januar 2021 mod Liverpool FC scorede Højbjerg sit første mål for Tottenham. Det var på et langskud cirka 25 meter fra målet. Kampen mod Liverpool endte dog i et 1-3 nederlag.
Siden sin debut i august er han blevet set som en vigtig spiller for Tottenham efter hans defensive arbejde og stærke bolderobringer. Han spillede således i sin første sæson i Premier League samtlige minutter, hvilket én anden markspiller gjorde.

### Marseille
Den 22. juli 2024 blev det offentliggjort, at Pierre-Emile Højbjerg blev lejet ud til Marseille.

## Landsholdskarriere
Pierre-Emile Højbjerg debuterede for det danske U/21-landshold den 11. oktober 2013 i en EM-kvalifikationskamp mod Slovenien U/21, hvor han scorede begge Danmarks mål i kampen, der endte 2-2. Højbjerg spillede i alt 38 landskampe for forskellige danske ungdomslandshold.
Han fik debut for A-landsholdet 28. maj 2014 i en venskabskamp mod Sverige og modtog i den forbindelse stor ros fra både landstræner Morten Olsen og medspillere. Han scorede sit første A-landsholdsmål i sin tredje kamp, en venskabskamp mod Armenien og fik hurtigt en række landskampe, men efter VM-kvalifikationskampen mod Montenegro i efteråret 2016, gik der to år, inden han igen spillede landskampe. Dette skete på et tidspunkt, hvor han efter at have spillet i tysk fodbold i begyndelsen af sin karriere, skiftede til Southampton, ligesom landsholdet skiftede landstræner. Åge Hareide var ikke så begejstret for Højbjerg, som Morten Olsen havde været. Da han efterhånden fik sig etableret i Southampton, valgte Hareide igen at udtage midtbanespilleren, og fra efteråret 2018 var han igen inde i landsholdsvarmen.
Ved EM-slutrunden 2020 (afholdt i 2021) spillede han samtlige minutter for Danmark, og han blev af UEFA vurderet til at være slutrundens femtendebedste spiller. Han blev ligeledes af UEFA valgt ind på slutrundens hold som eneste dansker.